# Adimir
Adimir, o Ademir segons alguns còdexs, va ser un religiós hispanovisigot, bisbe de Tui aproximadament entre els anys 643 i 650.
L'única constància que es té d'aquest bisbe és que el seu nom apareix a les actes del VII Concili de Toledo, celebrat el 646 a la cort visigoda. Adimir ocupa l'antepenúltim lloc en les subscripcions episcopals, precedint només dos bisbes d'un total de trenta, per la qual cosa és possible que fos consagrat poc abans del concili, vers el 643. No se sap exactament quan va deixar el bisbat, però l'any 653 ja apareix documentat el seu successor, Beat.